# Slanina
Slanina je svinjsko meso, prepredeno z maščobnimi pasovi. Tovrstno meso se na svinji nahaja na trebuhu, hrbtu in bokih. 
Slanino pred uživanjem nasolijo in nato po želji prekadijo in na tak način konzervirajo. Lahko se uporablja kot samostojna jed, del narezkov ali kot zabela.